# Promozione Abruzzo 1989-1990
Nella stagione 1989-1990 la Promozione era sesto livello del calcio italiano (il massimo livello regionale). Qui vi sono le statistiche relative al campionato in Abruzzo.
Il campionato è strutturato in vari gironi all'italiana su base regionale, gestiti dai Comitati Regionali di competenza. Promozioni alla categoria superiore e retrocessioni in quella inferiore non erano sempre omogenee; erano quantificate all'inizio del campionato dal Comitato Regionale secondo le direttive stabilite dalla Lega Nazionale Dilettanti, ma flessibili, in relazione al numero delle società retrocesse dal Campionato Interregionale e perciò, a seconda delle varie situazioni regionali, la fine del campionato poteva avere degli spareggi sia di promozione che di retrocessione.

## Squadre partecipanti
| Club                        | Città                          |
| --------------------------- | ------------------------------ |
| A.C. Alba Adriatica         | Alba Adriatica (TE)            |
| S.P. Amiternum              | L'Aquila                       |
| A.S. Carsoli                | Carsoli (AQ)                   |
| S.S. Fucense                | Trasacco (AQ)                  |
| S.S. Insula                 | Isola del Gran Sasso (AQ)      |
| S.S. Lycia                  | Lecce nei Marsi (AQ)           |
| A.S. Martinsicuro           | Martinsicuro (TE)              |
| A.S. Mosciano               | Mosciano Sant'Angelo (TE)      |
| A.S. Atletico Nepezzano     | Nepezzano (TE)                 |
| F.C. Nereto                 | Nereto (TE)                    |
| Pol. Oricola                | Oricola (AQ)                   |
| S.S. Ortigia                | Ortucchio (AQ)                 |
| S.P. Rosetana               | Roseto degli Abruzzi (TE)      |
| S.S. Sant'Omero Palmense    | Sant'Omero (TE)                |
| S.S. Tagliacozzo            | Tagliacozzo (AQ)               |
| F.C. Virtus S.Vincenzo V.R. | San Vincenzo Valle Roveto (AQ) |

### Classifica finale
|  | Pos. | Squadra                | Pt | G  | V  | N  | P  | GF | GS | DR  |
|  | ---- | ---------------------- | -- | -- | -- | -- | -- | -- | -- | --- |
|  | 1.   | Rosetana               | 46 | 30 | 20 | 6  | 4  | 57 | 21 | +36 |
|  | 2.   | Mosciano               | 42 | 30 | 16 | 10 | 6  | 46 | 23 | +23 |
|  | 3.   | Tagliacozzo            | 36 | 30 | 14 | 8  | 8  | 36 | 24 | +12 |
|  | 4.   | Fucense                | 34 | 30 | 12 | 10 | 8  | 45 | 33 | +12 |
|  | 5.   | Lycia                  | 34 | 30 | 12 | 10 | 8  | 36 | 29 | +7  |
|  | 6.   | Alba Adriatica         | 33 | 30 | 10 | 13 | 7  | 35 | 28 | +7  |
|  | 7.   | Amiternum              | 30 | 30 | 9  | 12 | 9  | 32 | 32 | 0   |
|  | 8.   | Nereto                 | 30 | 30 | 8  | 14 | 8  | 33 | 24 | +9  |
|  | 9.   | Insula                 | 27 | 30 | 7  | 13 | 10 | 24 | 30 | -6  |
|  | 10.  | Carsoli                | 27 | 30 | 9  | 9  | 12 | 32 | 40 | -8  |
|  | 11.  | Martinsicuro           | 26 | 30 | 7  | 12 | 11 | 19 | 30 | -11 |
|  | 12.  | Oricola                | 25 | 30 | 8  | 9  | 13 | 34 | 40 | -6  |
|  | 13.  | Sant'Omero Palmense    | 25 | 30 | 7  | 11 | 12 | 26 | 36 | -10 |
|  | 14.  | Ortigia                | 24 | 30 | 8  | 8  | 14 | 29 | 46 | -17 |
|  | 15.  | Virtus S.Vincenzo V.R. | 22 | 30 | 8  | 6  | 16 | 25 | 50 | -25 |
|  | 16.  | Atletico Nepezzano     | 19 | 30 | 2  | 15 | 13 | 23 | 46 | -23 |

## Squadre partecipanti
| Club                   | Città                   |
| ---------------------- | ----------------------- |
| A.S. Atessa            | Atessa (CH)             |
| A.S. Altinese          | Altino (CH)             |
| A.S. Guardiagrele      | Guardiagrele (CH)       |
| Pol. Hatria            | Atri (TE)               |
| S.S. Lauretum          | Loreto Aprutino (PE)    |
| A.C. Ortona            | Ortona (CH)             |
| Pol. Perano            | Perano (CH)             |
| S.S. Pianella          | Pianella (PE)           |
| A.C. Renato Curi       | Pescara                 |
| U.S. San Salvo         | San Salvo (CH)          |
| U.S. Tollo             | Tollo (CH)              |
| U.S. Tre Ville         | Santa Maria Imbaro (CH) |
| Pol. Val di Sangro     | Atessa (CH)             |
| A.C. Vasto 82          | Vasto (CH)              |
| A.C. Vini Casalbordino | Casalbordino (CH)       |
| U.S.C. Viola Sambuceto | Chieti                  |

### Classifica finale
|  | Pos. | Squadra           | Pt | G  | V  | N  | P  | GF | GS | DR  |
|  | ---- | ----------------- | -- | -- | -- | -- | -- | -- | -- | --- |
|  | 1.   | Renato Curi       | 43 | 30 | 17 | 9  | 4  | 53 | 24 | +29 |
|  | 2.   | San Salvo         | 41 | 30 | 15 | 11 | 4  | 48 | 23 | +25 |
|  | 3.   | Ortona            | 40 | 30 | 14 | 12 | 4  | 40 | 21 | +19 |
|  | 4.   | Viola Sambuceto   | 37 | 30 | 13 | 11 | 6  | 32 | 18 | +14 |
|  | 5.   | Vini Casalbordino | 34 | 30 | 10 | 14 | 6  | 24 | 22 | +2  |
|  | 6.   | Val di Sangro     | 32 | 30 | 10 | 12 | 8  | 32 | 30 | +2  |
|  | 7.   | Atessa            | 29 | 30 | 10 | 9  | 11 | 32 | 22 | +10 |
|  | 8.   | Lauretum          | 29 | 30 | 10 | 9  | 11 | 26 | 37 | -11 |
|  | 9.   | Tollo             | 28 | 30 | 7  | 14 | 9  | 27 | 34 | -7  |
|  | 10.  | Tre Ville         | 28 | 30 | 8  | 12 | 10 | 32 | 32 | 0   |
|  | 11.  | Altinese          | 27 | 30 | 6  | 15 | 9  | 31 | 35 | -4  |
|  | 12.  | Hatria            | 26 | 30 | 8  | 10 | 12 | 22 | 33 | -11 |
|  | 13.  | Guardiagrele      | 25 | 30 | 6  | 13 | 11 | 24 | 34 | -10 |
|  | 14.  | Pianella          | 25 | 30 | 9  | 7  | 14 | 23 | 32 | -9  |
|  | 15.  | Perano            | 23 | 30 | 5  | 13 | 12 | 24 | 39 | -15 |
|  | 16.  | Vasto 82          | 13 | 30 | 3  | 7  | 20 | 22 | 56 | -34 |